# Saint James
Saint James é uma paróquia de Barbados. Sua população estimada em 2005 era de 28.100 habitantes.

## Principais cidades
- Holetown
- Prospect
- Westmoreland